# RYDEEN 79/07
『RYDEEN 79/07』（ライディーン ななきゅうぜろなな）は、イエロー・マジック・オーケストラ (YMO)の12枚目のシングル。

## 概要
1979年に発表した楽曲「ライディーン」のセルフカバー。
2007年2月3日から、キリンビールの「キリン ラガービール&クラシックラガー」のテレビCMでオンエアされ、同時にインターネットで配信された。YMOとしては初のインターネット配信曲。YMOがこのCM限定で再結成され、3人も自らCMに出演した。2007年8月22日には「RESCUE」（HASYMO名義）との両A面シングルCDで発売。

## 解説

### 録音までの過程
2006年5月、キリンビールから元YMOの3人、細野晴臣、坂本龍一、高橋幸宏にテレビCMの出演依頼。2か月間、スケジュール調整しながらCMコンセプトのディスカッションを重ねた。2006年8月、CMコンセプトが決定。CMで使用する楽曲は新たに制作する意見もあったが演出側の希望でYMOの代表曲『ライディーン』が選曲された。
2006年10月からメンバーがレコーディングの内容や段取りをメールで意見交換。プリプロダクションを行った後、レコーディングを音響ハウスで行うことが決まった。YMOは今までプリプロダクションを作成せずに録音するスタイルを採用していたため、プリプロダクションによる録音は今回が初のことである。プリプロダクションではまず高橋が土台のトラックを作り、細野がギターのダビングなどを行った。坂本は「insen」のツアーのため、プリプロダクションには参加できなかった。
レコーディングは2006年11月6日から11月8日にかけて、メンバー3人を中心に行われた。YMOによるレコーディングは1993年の「再生」以来、14年ぶりのことであった。初日は坂本の作業を中心に、高橋のドラムを録音。その後、3人の作業が交互にされた。最終日のミックスは坂本とエンジニアの飯尾芳史で行われた。本楽曲が完成したのはCM撮影前日で、細野と高橋がミックスダウン後の音を聴くのは撮影当日の楽屋だった。

### リリース前後の活動
21世紀に入ってからこのCMに至るまでの期間は、かつてのYMOメンバーの交流が活発になっており、細野・高橋のユニット「SKETCH SHOW」と、坂本とで互いのアルバム制作に参加し合った。SKETCH SHOW（細野・高橋）、坂本の元YMOメンバー3人による音楽ユニット「HUMAN AUDIO SPONGE (HAS)」を結成し音楽活動をした。
この時の活動はCMと本楽曲配信のみとされていたが、過去に「キリン クラシックラガー」のCMに出演したサディスティック・ミカ・バンドや寺尾聰がCMをきっかけに新しいアルバムの発売やライブ活動などを行なったように、YMOはHAS名義でパシフィコ横浜でのチャリティライブを行ない「RYDEEN 79/07」をライブ初披露。2007年7月7日のチャリティイベント「LIVE EARTH」京都東寺ライブではYMOとして出演。以降、YMOのライブで「ライディーン」を演奏する際、原曲だけではなく「RYDEEN 79/07」もベースに演奏することが多くなる。

## 収録曲
1. RYDEEN 79/07
  - 作曲：高橋幸宏／編曲：YMO（細野晴臣、坂本龍一、高橋幸宏）

## 参考
1. ↑  @ぴあ - 最新ニュース - YMOの新曲が出来上がったのは、CM撮影前日だった（バックアップ）